# Heterorachis amplior
Heterorachis amplior är en fjärilsart som beskrevs av Claude Herbulot 1954. Heterorachis amplior ingår i släktet Heterorachis och familjen mätare. Inga underarter finns listade i Catalogue of Life.